# Shran
Thy'Lek Shran è un personaggio immaginario dell'universo fantascientifico di Star Trek. Interpretato da Jeffrey Combs, appare nella serie televisiva Star Trek: Enterprise. Shran è un Andoriano, membro della Guardia Imperiale.

## Nome
Nell'episodio In uno specchio oscuro, in una schermata non mostrata, ma rivelata in seguito dal produttore Mike Sussman, si apprende che il nome di Shran è "Thy'lek". Tale informazione non è tuttavia considerata canonica.

## Storia del personaggio
Il suo primo incontro con i terrestri avvenne durante l'ultimo dei suoi assalti al monastero vulcaniano di P'Jem, dovuti al sospetto che il luogo fosse un centro di spionaggio dal quale i vulcaniani tenevano sotto controllo Andoria. Il capitano Jonathan Archer, scoperto involontariamente il posto di ascolto, lo mostrò a Shran. La scoperta portò successivamente alla distruzione del monastero da parte della flotta andoriana. Dopo questo incontro Shran cominciò a stimare l'umano; per ripagare il debito, liberò in seguito Archer e T'Pol dalla prigionia di alcuni ribelli corridani.
Successivamente, nel 2152, Shran fu a capo della forza d'occupazione andoriana del planetoide Weytahn, strategicamente significativo in quanto posto a breve distanza dai due pianeti antagonisti. Shran chiamò il capitano Archer a dirimere la controversia, poiché lo giudicava l'unica persona sufficientemente obiettiva per quel compito.
Durante la missione dell'Enterprise nella Distesa Delfica, Shran fu mandato con la sua nave, la Kumari, a cercare di rubare il prototipo dell'arma xindi, con cui la Guardia Imperiale aveva intenzione di costruire un'arma per attaccare i vulcaniani. Shran, sebbene contrario alla missione in quanto comprendeva il dover ingannare il capitano Archer, la accettò, non riuscendo però poi a portarla a termine.
Nel 2154 Shran ebbe un ruolo importante nella formazione dell'alleanza tra umani, andoriani, vulcaniani e tellariti volta allo scopo di fermare una nave-drone romulana. Dopo che la sua donna fu uccisa da un tellarite, Shran lo sfidò a duello; il capitano Archer, per salvare le relazioni diplomatiche tra umani, andoriani e tellariti, decise di affrontare il duello al posto del tellarite, riuscendo a tagliare un'antenna di Shran e costringendolo ad abbandonare il combattimento. Archer e Shran, in seguito, si spinsero nelle regioni polari di Andoria per trovare gli Aenar, una sottospecie degli andoriani; una di questi, Jhamal, che riportarono con loro sull'Enterprise, divenne poi la moglie di Shran, dandole anche una figlia, Talla.
Nel 2161, per sfuggire ad alcuni pirati, Shran si finse morto, per poi chiedere aiuto ad Archer per recuperare sua figlia
Su una schermata della USS Defiant NCC-1764, appare l'informazione che Shran diventerà un generale della Guardia Imperiale, facendo nominare Archer membro onorario.

## Sviluppo
In un'intervista, Manny Coto ha rivelato che, se Enterprise fosse stato prolungata di un'altra stagione, Shran sarebbe stato reso un personaggio permanente.

## Interpreti

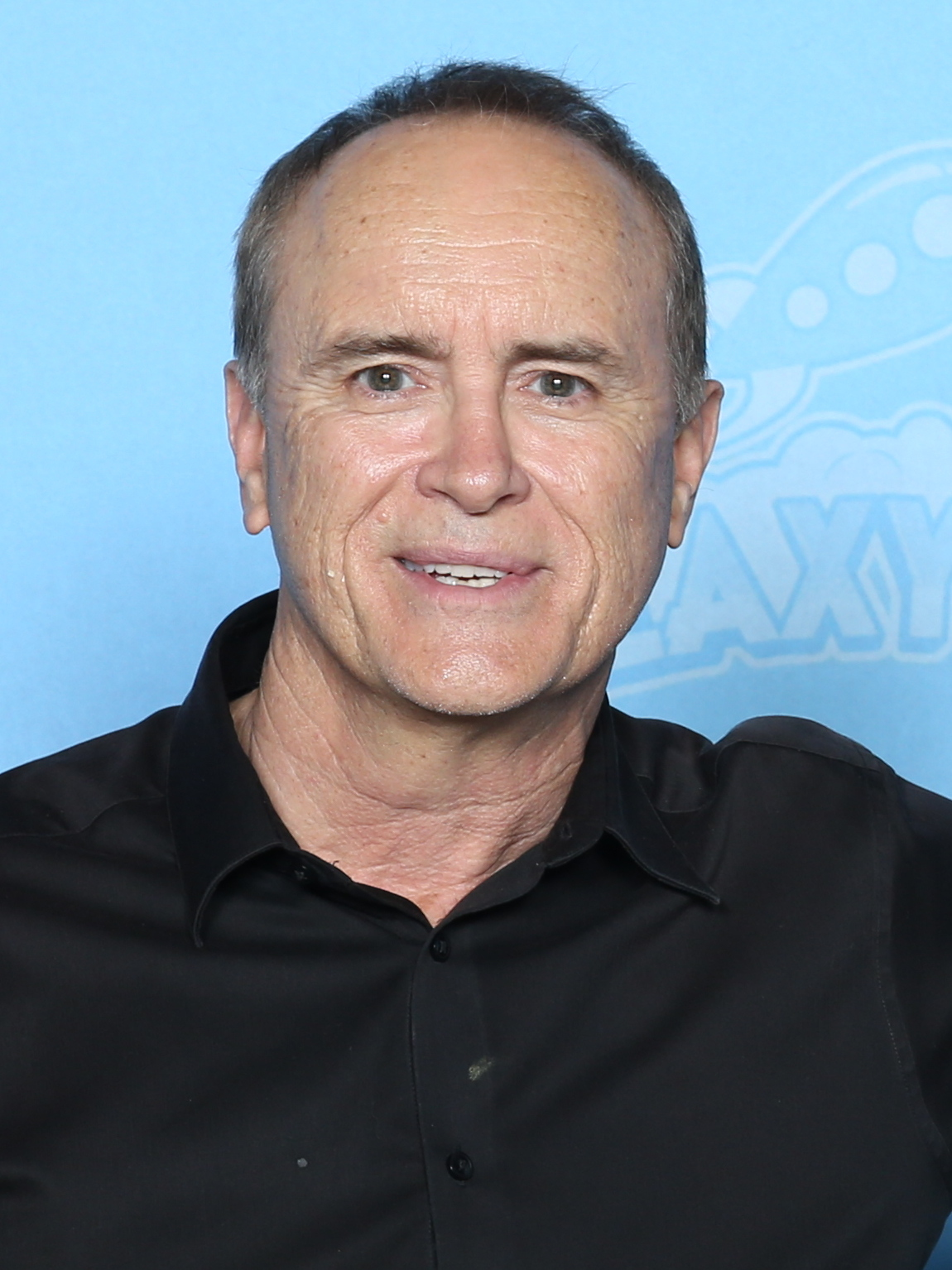
Jeffrey Combs, interprete di Shran

Shran è interpretato dall'attore statunitense Jeffrey Combs, che lo impersona in 10 episodi della serie televisiva Star Trek: Enterprise, dal 2001 al 2005, e gli presta la voce nel videogioco del 2010 Star Trek Online. L'attore è un volto frequente del franchise, dato che ha interpretato numerosi alieni nelle serie televisive di Star Trek. Interpreta infatti i personaggi ricorrenti di Brunt, l'inquisitore Ferengi, e di Weyoun, clone Vorta al servizio del Dominio nella serie televisiva Deep Space Nine (1994-1999). Impersona Penk in Voyager (2000). Presta poi la voce al computer malvagio Agimus nell'episodio Il pianeta delle piacevoli fontane, della seconda stagione della serie animata Lower Decks (2021).
Nell'edizione in lingua italiana della serie Star Trek: Enterprise, Shran è doppiato da Massimo Lodolo.

## Filmografia
- Star Trek: Enterprise - serie TV, 10 episodi (2001-2005)

## Videogiochi
- Star Trek Online (2010)
- Star Trek Timelines (2020)